# Woutertje Pieterse en Femke
Woutertje Pieterse en Femke is een artistiek kunstwerk in Amsterdam-Centrum.
Gemeente Amsterdam gaf de al op leeftijd zijnde beeldhouwer Frits Sieger de opdracht een beeld te maken dat terugvoerde op de roman Woutertje Pieterse van Eduard Douwes Dekker. Sieger liet zich inspireren door de omarming van Woutertje door Femke, dochter van een wasvrouw. Woutertje moest iets schrijven over het Oude Testament; dat lukte niet. Hij stond op een brug te huilen, toen Femke hem kwam troosten. Het beeld werd op 13 november 1971 door wethouder Han Lammers onthuld in het bijzijn van de kunstenaar, die het beeldje nog frequent bezocht. Sieger had het boek in zijn jeugd gelezen, maar was de essentie vergeten en moest het herlezen om de nuance te krijgen. Sieger beeldde juist Woutertje Pieterse en Femke af; hij wilde geen tweede Het Lieverdje. 
Amsterdam kent in Amsterdam-West een Woutertje Pietersestraat. 